# Cantón de Saint-Georges-sur-Loire
El cantón de Saint-Georges-sur-Loire era una división administrativa francesa, que estaba situada en el departamento de Maine y Loira y la región de Países del Loira.

## Composición
El cantón estaba formado por diez comunas:
- Béhuard
- Champtocé-sur-Loire
- Ingrandes
- La Possonnière
- Saint-Georges-sur-Loire
- Saint-Germain-des-Prés
- Saint-Jean-de-Linières
- Saint-Léger-des-Bois
- Saint-Martin-du-Fouilloux
- Savennières

## Supresión del cantón de Saint-Georges-sur-Loire
En aplicación del Decreto n.º 2014-259 de 26 de febrero de 2014, el cantón de Saint-Georges-sur-Loire fue suprimido el 22 de marzo de 2015 y sus 10 comunas pasaron a formar parte; cinco del nuevo cantón de Arges-3 y cinco del nuevo cantón de Chalonnes-sur-Loire.